# Гордиенко, Дмитрий Александрович
Дми́трий Алекса́ндрович Гордие́нко (укр. Дмитро Олександрович Гордієнко; 2 марта 1983, Днепропетровск, Украинская ССР, СССР) — украинский футболист, нападающий. Выступал за клубы Украинской премьер-лиги («Львов»), первой («Прикарпатье», «Подолье», «Нафком», «Энергетик» Бурштын, «Арсенал» Белая Церковь) и второй лиг Украины («Подолье», «Лукор», «Рось», «Кремень»). Ныне детский тренер клуба «Днепр».

## Биография
В ДЮФЛ выступал за днепропетровские УФК и «Днепр». После играл за немецкий «Саарбруккен». Летом 2002 года попал в иванофранковский «Лукор», но вскоре выступал за «Прикарпатье».
После играл за хмельницкое «Подолье», в команде провёл 39 матчей и забил 2 гола в чемпионате, также сыграл в 1 матче Кубка Украины. Осенью 2004 года попал в клуб «Николаев», Гордиенко в команде не провёл ни одного матча. После играл за «Нафком» из города Бровары. Летом 2006 года перешёл в белоцерковскую «Рось». Клуб выступал во Второй лиге, Гордиенко стал 4-м бомбардиром в сезоне 2006/07, забив 12 мячей в 28 матчах. В июле 2007 года побывал на просмотре в алчевской «Стали», но команде не подошёл.
Летом 2007 года перешёл в бурштынский «Энергетик». В 2007/08 Гордиенко забил 18 голов, став третьим бомбардиром после Павла Онисько и Матвея Бобаля. После этого им интересовались львовские «Карпаты». В июле 2008 года перешёл в стан новичка Премьер-лиги, ФК «Львов» в статусе свободного агента. Гордиенко подписал контракт сроком на один год и взял 10-й номер. В Премьер-лиге дебютировал 20 июля 2008 года в домашнем матче против донецкого «Шахтёра» (2:0), Гордиенко начал матч в основе, но на 69 минуте был заменён на Павла Худзика. Единственный гол за «Львов» забил 2 ноября 2008 года в матче против симферопольской «Таврии» (2:4), на 39 минуте в ворота Андрея Диканя. По итогам сезона 2008/09 «Львов» покинул высший дивизион, а Гордиенко провёл всего 12 матчей и забил 1 гол в вышке.
Летом 2009 года вернулся в «Энергетик». В том же году, в связи со сменой собственника бурштныской ГРЭС, финансирование «Энергетика» закончилось и клуб прекратил своё существование. Тут-то на горизонте и появился «Кремень».

Мне позвонил Юрий Александрович Чумак, который был в курсе событий с «Энергетиком» и давно знал меня лично. Он предложил мне вариант с «Кремнем», я приехал в Кременчуг, где мы и подписали годичный контракт с клубом. После западной Украины для меня на тот момент это был самый оптимальный вариант.
— официальный сайт кременчугского «Кремня»
В 2013 году завершил карьеру игрока, и приступил к работе в академии днепропетровского «Днепра». Работает тренером юношеских составов до 10 и до 13 лет.

## Достижения
- Победитель Второй лиги Украины (1): 2002/03
- Серебряный призёр Второй лиги Украины (1): 2003/04
- Бронзовый призёр Второй лиги Украины (1): 2002/03